# Франц Тоула
Франц Тоула (на немски: Franz Toula) австрийски геолог и един от изследователите на България.

## Произход ранни години (1845 – 1875)
Роден е на 20 декември 1845 г. във Виена, Австрийска империя. Студент е на Фердинанд фон Хохщетер, след това и негов асистент, а след смъртта на Хохщетер оглавява Катедрата по геология във Императорския политехнически институт във Виена.

## Изследователска дейност (1875 – 1892)
Преди да се насочи към България Франц Тоула обикаля Австро-Унгария, европейската част на Русия и Урал.
Първото си пътуване в България започва на 9 август 1875 г. от град Видин. Изследва предимно района между Видин, Ниш, Пирот и София, като насочва вниманието си и към Стара планина. Пресича я на три места – през Петроханския проход, Шипченския проход и Искърския пролом.
При второто си идване в България (през 1880) Тоула обикаля Западна Стара планина достигайки до долината на река Малки Искър.
За трети път идва през 1884 г. и изследва Средна Стара планина на изток до Твърдишкия проход. Пресича я 9 пъти. През 1888 г. Франц Тоула е отново в България и изучава Източна Стара планина, Рила и областта между София, Кюстендил и Дупница.
През 1892 г. е за пети път в България и обикаля района на Силистра и Западна Добруджа.
Франц Тоула изучава геологията на България около 15 години и оставя много ценни данни, спомогнали за по-бързото развитие на родната геология.

## Следващи години (1892 – 1920)
От 1898 г. и до смъртта си е член на Българската академия на науките.
Умира на 3 януари 1920 г. във Виена на 74-годишна възраст.